# Kobe Tai
Kobe Tai (Taipei, 15 gennaio 1972) è un'ex attrice pornografica taiwanese naturalizzata statunitense.

## Biografia
Kobe Tai è nata a Taipei da un rapporto occasionale tra un turista giapponese e una donna taiwanese. Venne adottata da una coppia americana dell'Arkansas all'età di cinque mesi. Ha quindi la doppia nazionalità. Ha frequentato Comunicazione all'University of Arkansas, laureandosi.
Nel 1997 si è sposata con l'attore di film per adulti Steven Scott (noto con il nome di Mark Davis). La coppia ha divorziato nel 1999, anche se la Tai ha continuato ad usare anche lo pseudonimo di Carla Scott.
Nel 2000 ha lasciato l'attività, annunciando di essere incinta del suo primo figlio, nato tra la fine del 2000 e l'inizio del 2001 dal suo nuovo marito, un italo-americano. Nel dicembre del 2001 è ritornata sul set. Il suo ultimo film è stato Jenna Loves Kobe con Jenna Jameson. Da allora, la Tai è scomparsa e si presume che abbia lasciato definitivamente le scene per dedicarsi a una vita tranquilla come casalinga insieme alla sua famiglia. Assieme ad Asia Carrera, è stata una delle pornostar di origine asiatica più famose, nel periodo tra il 1996 e l'inizio del nuovo secolo.

## Carriera nel cinema per adulti
La Tai debuttò nel genere per adulti durante il 1996, con i nomi di Blake Young e di Brooke Young, prima di adottare quello di Kobe Tai. Siglò un contratto di esclusiva con la Vivid Entertainment, diventando la prima Vivid girl di origini asiatiche. Tra i primi lavori della Tai si possono annoverare "Executions on Butt Row" (con Sean Michaels) e "Vivid Raw #2" con Alex Sanders, il suo primo titolo per la Vivid. Divenne nota per le scene di sesso interrazziale e lesbiche.
Ha pure posato per riviste come High Society, Chéri, Oriental Dolls e Fox.

## Cinema non pornografico
Oltre ai ruoli nel cinema per adulti, la Tai è comparsa anche nel film Cose molto cattive, dove faceva la parte di una spogliarellista uccisa accidentalmente in una festa di addio al celibato.
Ha fatto la sua comparsa anche nel video sullo skateboard 'The End'e nei programmi The Man Show e The Helmetcam Show. Ha fatto la corista nella canzone di Marilyn Manson "I Don't Like the Drugs, But the Drugs Like Me", dell'album Mechanical Animals.

## Filmografia
- Adam And Eve's House Party 2 (1996)
- Ariana's Dirty Dancers 8 (1996)
- Asian Pussyman Auditions 1 (1996)
- Executions on Butt Row (1996)
- Lethal Affairs (1996)
- Raw 2 (1996)
- Show And Tell (1996)
- Sleepover (1996)
- Stardust 3 (1996)
- Stardust 8 (1996)
- World Sex Tour 6 (1996)
- Ancient Asian Sex Secrets (1997)
- Bad Girls 8: Prisoners of Love (1997)
- Big Island Blues (1997)
- Blow Dry (1997)
- Loads of Peter North (1997)
- Lotus (1997)
- Mission Erotica (1997)
- Philmore Butts Taking Care Of Business (1997)
- Show 2 (1997)
- Stardust 11 (1997)
- Stardust 4 (1997)
- Stardust 5 (1997)
- Trapped (1997)
- Trashy (II) (1997)
- Triple X 25 (1997)
- Zone (1997)
- Chasin Pink 3 (1998)
- Couples 1 (1998)
- Hawaiian Blast (1998)
- Joey Silvera's Favorite Big Ass Asian All-stars (1998)
- Kobe's Tie (1998)
- Lie (1998)
- Motel Blue (1998)
- Private Triple X Files 8: Dungeon (1998)
- Scenes from a Bar (1998)
- Show 3 (1998)
- Sitting Pretty (1998)
- Stardust 12 (1998)
- Where the Boys Aren't 10 (1998)
- Where the Boys Aren't 11 (1998)
- Art Lover (1999)
- Awakening (1999)
- Babylon (1999)
- Bet (1999)
- Complete Kobe (1999)
- Filters (1999)
- Glass Cage (1999)
- Jade Princess (1999)
- Best of the Vivid Girls 30 (2000)
- Cheat (2000)
- Dupe (2000)
- Haunted (2000)
- King of the Load (2000)
- Motel Sex (2000)
- She Town (2000)
- Where the Boys Aren't 12 (2000)
- Where the Boys Aren't 13 (2000)
- Workin' Overtime (2000)
- Baby Blues (2001)
- Blow Hard (2001)
- Deep Inside Heather Hunter (2001)
- Deep Inside Lexus (2001)
- Lexus: Up Close and Personal (2001)
- Sky: Extreme Close Up (2001)
- Sleeping Booty (2001)
- 4 A Good Time Call (2002)
- Girls Only: Janine (2002)
- Girls Only: Julia Ann (2002)
- Girls Only: Strapped On (2002)
- Stranger (2002)
- Ultimate Janine (2002)
- Young Julia Ann (2002)
- Eye Spy: Janine (2003)
- Jenna Loves Kobe (2003)
- Kobe Loves Jenna (2003)
- Load Warrior (2003)
- Nasty As I Wanna Be: Janine (2003)
- Perfect (2003)
- Saturday Night Beaver (2003)
- Under Contract: Janine (2003)
- 5 Star Chasey (2004)
- Hard to Swallow (2004)
- Haulin' Ass (2004)
- Love Hurts (2004)
- Real Janine (2004)
- Vivid Girl: Janine (2004)
- Editor's Choice: Janine (2005)
- House of Anal (2005)
- Janine's Pussy Bing (2005)
- Miami Pink (2005)
- Satisfaction Guaranteed: Taylor Hayes (2005)
- Spending The Night With Janine (2005)
- White on Rice (2005)
- China Vagina (2006)
- Incredible Expanding Vagina (2006)
- Wax On Whacks Off (2006)
- What Happens In Janine Stays In Janine (2006)
- 110 All Star Cumshots 4 (2007)
- Frankencock (2007)
- Heart Breaker (2008)
- Star 69: Strap Ons (2008)